# Повстання Караузія
Повстання Караузія (286—296 рр. н. е.) — епізод римської історії, під час якого римський флотоводець Караузій проголосив себе імператором Британії та північної Галлії. Його галльські території були відвойовані цезарем Констанцієм Хлором у 293 році, після чого Караузій був убитий своїм підлеглим Аллектом. Британія була повернута Констанцієм та його підлеглим Асклепіодотом у 296 році.

## Повстання
Караузій був менапянином скромного походження, який піднявся до лав римської армії і був призначений на військово-морське командування в Бононії (Булонь) із завданням захищати Ла-Манш від франкських і саксонських рейдерів. Однак його звинуватили у співпраці з піратами з метою збагачення, і західний імператор Максиміан наказав його стратити у 286 році. У відповідь Караузій проголосив себе імператором у Бретані . Його війська включали не лише флот, доповнений новими кораблями, які він збудував, і три легіони, розквартировані в Бретані, але й легіон, який він взяв з Галії, низку іноземних допоміжних підрозділів, податок з галльських торгових кораблів і варварських найманців, яких приваблювала перспектива здобичі.

## Відновлення Римської імперії
У 293 році Констанцій Хлор, тепер уже західний цезар, ізолював Караузія, повернувши територію, яку той утримував у Галлії. Потім Констанцій взяв в облогу порт Бононія, побудувавши мол через гирло гавані, щоб запобігти втечі повстанців морем і не дати їм можливості отримати морську допомогу, і вторгся в Батавію в дельті Рейну, убезпечивши свій тил від франкських союзників Караузія. Однак, було неможливо здійснити вторгнення до Британії, поки не буде побудований відповідний флот. Караузій, який перебував при владі сім років, був убитий своїм підлеглим Аллектом, який прийняв командування.
.

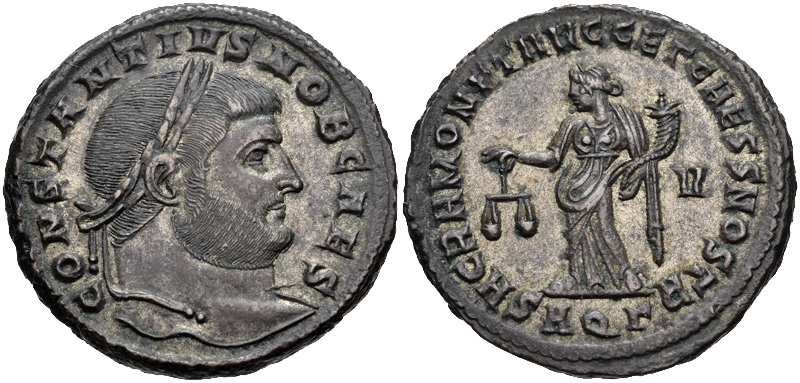
Монета Констанція Хлора

Через три роки, у 296 році, почалося завоювання Британії. Поки Максиміан утримував кордон на Рейні, Констанцій розділив свій флот на кілька дивізій. Одну дивізію він очолив сам з Бононії; іншою, що відпливла з Гавр, командував Asclepiodotus, префект преторіанської гвардії Аллект розмістив свій флот на острові Вайт, але туман дозволив кораблям Асклепіодота пройти повз захисників непоміченими. Асклепіодот висадився в околицях Саутгемптон і спалив його кораблі. Повстанці були змушені відступити від узбережжя, але при цьому потрапили в руки іншої дивізії і були розгромлені. Сам Аллект загинув у битві, знявши всі знаки розрізнення в надії, що його тіло не буде ідентифіковано. Археологія припускає, що місцем його поразки стала Кальлева Атребатум (Сільчестер). Група римських військ, яка була відокремлена від основної частини туманом під час переправи через протоку, наздогнала залишки людей Аллекта, переважно франків, у Лондініумі (Лондон) і вбила їх. Сам Констанцій, схоже, не дістався Британії, поки все не закінчилося, і панегірист стверджує, що британці вітали його як визволителя. В якийсь момент після повернення острова Імперією, були запроваджені Реформи Діоклетіана: Британія в цілому стала Єпархія Британії під управлінням Префектура галлів з центром у Augusta Treverorum (Трір) і була розділена з двох провінцій на чотири або п'ять..

## Середньовічна британська легенда
Караусій, Аллект, Асклепіодот і Констанцій з'являються в Джеффрі Монмутський Historia Regum Britanniae (1136) у спотвореному вигляді, як правителі Британії. Тут Караусій — корінний британець, який переконує римлян дати йому морське командування, і використовує це, щоб скинути короля Британії Бассіана, або Каракалла. Римляни посилають Аллекта з трьома легіонами, щоб усунути його, але Аллект виявляється деспотичним правителем, і Асклепіодот, тут герцог Корнуольський, очолює народне повстання, щоб скинути його. Він перемагає Аллекта під Лондоном і бере в облогу його останній легіон у місті. Римляни здаються за умови, що їм буде дозволено безпечний прохід з Британії, що Асклепіодот і робить, але його союзники з Венедоті відрубують їм голови і кидають їх у річку Галлоброк. Десять років потому Асклепіодота скидає з престолу Коул, герцог Колчестерський, за його участь у переслідуванні християн під час правління Діоклетіан. Римляни відправляють Констанція на переговори з ним. Коель погоджується платити данину Риму і віддає за Констанція свою дочку Єлену Константинопольську, а після його смерті Констанцій стає новим королем Британії..
У панегірику, присвяченому Максиміану 288 або 289 року, йдеться про підготовку імператора до експедиції проти Караузія. У пізнішому панегірику, присвяченому Констанцію Хлору, йдеться про те, що це вторгнення провалилося через погану погоду, хоча Караусій стверджує, що це була військова перемога, а Євтропій каже, що спроби були марними через військову майстерність Караусія, і що було укладено мир.
Після цієї перемоги Караузій почав плекати мрії про легітимність та офіційне визнання. Він карбував власні монети і адаптував їхню вартість, визнаючи і вшановуючи Максиміана, а потім Діоклетіана. Це дозволяє припустити, що він був би дуже охочий брати участь у зближенні з легітимними імператорами. Схоже, він апелював до невдоволення бретонців римським пануванням: він випустив монети з такими легендами, як Restitutor Britanniae (Відновлювач Бретані) і Genius Britanniae (Геній Бретані). Раніше Бретань була частиною Галльської імперії, заснованої узурпатором Постумом у 260 році, яка також включала Галлію та Іспанію і була відвойована Авреліаном лише у 274 році. Військовий герб з Карлайла з його ім'ям свідчить про те, що вся римська Британія була в межах досяжності Караузія.
У 293 році молодий імператор Констанцій Хлор розпочав другий наступ, взявши в облогу повстанський порт Ґезоріакум (Булонь-сюр-Мер) на суші та на морі. Після його падіння Констанцій напав на інші галльські володіння Караузія та його франкських союзників. Карозій був узурпований своїм скарбником Аллектом, який убив його під час цього процесу.
Через три роки, у 296 році, почалося відвоювання Бретані. Поки Максиміан Геркулес утримував кордон на Рейні, Констанцій розділив свій флот на кілька частин. Сам він очолив армію з Бононії, тоді як іншою, що вийшла з Гавра, командував Юлій Асклепіодот, префект преторіанської гвардії1. Асклепіодот відплив у погану погоду, але туман дозволив йому непомітно прослизнути повз флот Аллекта, що стояв на острові Уайт. Війська висадилися біля Саутгемптона і спалили їхні кораблі. Тому повстанці були змушені відійти від узбережжя, але при цьому зіткнулися з іншою римською армією. Сам Аллект загинув у битві, а його військо було розгромлене у 2971 році. Археологія припускає, що місцем його поразки була Каллева Атребатум (Сілчестер)1. Частина військ Юлія Асклепіодота наздогнала залишки військ Аллекта, більшість з яких були франками, біля Лондініума (Лондона) і вчинила над ними різанину. Констанцій, здається, не дійшов до Бретані до того, як все закінчилося.

## Імперія Британії та Північної Галлії
Відвернувши загрозу своїй владі, Караузій почав плекати мрії про легітимність та офіційне визнання. Він карбував власні монети і привів їхню вартість у відповідність до римських, а також визнав і вшанував Максиміана, а потім Діоклетіана. Це свідчить про те, що він був би дуже охочий взяти участь у зближенні, якби інші погодилися. Схоже, він апелював до невдоволення корінних британців римським пануванням: він випустив монети з такими легендами, як «Restitutor Britanniae» (Відновлювач Британії) і «Genius Britanniae» (Дух Британії). Раніше Британія була частиною Галльська імперія, заснованої Постум у 260 році, яка також включала Галлію та Іспанія і була відновлена Авреліан у 274 році. Віха з Карлайл з його ім'ям на ній свідчить про те, що вся Римська Британія була під владою Караузія..

## Додаткова література
- Casey, P. J. (1994). Carausius and Allectus: The British Usurpers (вид. Repr.). Taylor & Francis. ISBN 9780203974353.
- Clayson, Alan (30 липня 2010). Ahead of his time: Carausius was a pirate, a rebel and the first ruler of a unified Britain. The Independent. Процитовано 10 липня 2014.
- Vagi, David (25 листопада 2011). Coins document revolt of Carausius. Coin World. Процитовано 10 липня 2014.[недоступне посилання з 01.11.2023]